# Tattendorf
Tattendorf là một thị trấn ở huyện Baden trong bang Niederösterreich ở nước Áo. Đô thị này có diện tích 14,35 km², dân số năm 2001 là 1267 người.